# Miss Catastrophe (film, 1938)
Pour les articles homonymes, voir Miss Catastrophe.
Pour plus de détails, voir Fiche technique et Distribution.
Miss Catastrophe (There's Always a Woman) est un film américain réalisé par Alexander Hall, sorti en 1938.

## Synopsis
Billy Reardon, qui travaille dans sa propre agence de détective privé, n'arrive pas à arrondir ses fins de mois. Il décide donc de ravaler sa fierté et de retourner travailler pour le procureur général en tant qu'enquêteur spécial. Sa femme Sally, qui l'a persuadé de se mettre à son compte, décide de maintenir l'agence en activité.
Sally est rapidement engagée par Lola Fraser pour enquêter sur Anne Calhoun, une ancienne petite amie du mari de Lola, Walter, qui est entrée en contact avec lui. Dans une boîte de nuit appartenant à Nick Shaner, qui prétend être sorti avec Bill pour le plaisir plutôt que pour les affaires, Sally est témoin de Jerry Marlowe, le fiancé d'Anne en colère, qui menace Walter, qui ne tarde pas à mourir.
Jerry est le principal suspect. M. Ketterling, l'employeur de Jerry, le convainc d'engager Sally pour prouver son innocence. Elle pense que Shane pourrait être derrière tout ça, mais son corps est retrouvé dans l'appartement des Reardon, où Sally sent un parfum familier, celui de Lola. Échappant à la garde à vue en tant que suspect de meurtre, Sally fait signer à Lola des aveux selon lesquels elle a tué Shane en état de légitime défense en prétendant avoir trouvé son mouchoir sur la scène du crime. Cependant, Bill arrête Lola pour avoir engagé Shane pour tuer Walter afin d'hériter de tous ses biens au lieu d'obtenir un accord de divorce. Lorsque Shane a commencé à la faire chanter, elle l'a tué.

## Fiche technique
- Titre : Miss catastrophe
- Titre original : There's Always a Woman
- Réalisation : Alexander Hall
- Scénario : Gladys Lehman, Philip Rapp (non crédité), Morrie Ryskind (non crédité) et Joel Sayre (non crédité) d'après une histoire de Wilson Collison
- Production : William Perlberg
- Société de production et de distribution : Columbia Pictures
- Musique : George Parrish (non crédité)
- Photographie : Henry Freulich
- Montage : Viola Lawrence
- Direction artistique : Stephen Goosson et Lionel Banks (associé)
- Costumes : Robert Kalloch
- Pays d'origine : États-Unis
- Langue : Anglais
- Format : Noir et blanc - Son : Mono (Western Electric Mirrophonic Recording)
- Genre : Comédie policière
- Durée : 81 minutes
- Date de sortie :
  - États-Unis : 20 avril 1938

## Distribution
- Joan Blondell : Sally Reardon
- Melvyn Douglas : William Reardon
- Mary Astor : Lola Fraser
- Frances Drake : Anne Calhoun
- Jerome Cowan : Nick Shane
- Robert Paige : Jerry Marlowe
- Thurston Hall : Procureur général
- Pierre Watkin : M. Ketterling
- Walter Kingsford : Grigson - Maître d'hôtel
- Lester Matthews : Walter Fraser
- Rita Hayworth : Mary

Acteurs non crédités
- George Davis : Serveur
- Robert Emmett Keane : Rédacteur en chef

## Autour du film
- La Columbia Pictures lança avec ce film un couple de détectives incarné par Joan Blondell  et  Melvyn Douglas dans l’idée de rivaliser avec une série de films très populaires appelés L'Introuvable. Produit par la Metro-Goldwyn-Mayer et basés également sur les tribulations d’un couple de « privés », les personnages de L’Introuvable, Nick et Nora Charles, sont interprétés par William Powell et Myrna Loy[1]. Inspirés d’un roman du romancier Dashiell Hammett, la série L’Introuvable se composa de six films avec les mêmes acteurs principaux[2]. There's Always a Woman (Miss catastrophe) fut un échec, la Columbia essaya plusieurs fois d’exploiter l’idée de la série à succès mais échoua à chaque fois[1].

- Les scènes de Rita Hayworth, alors à ses débuts, furent toutes pratiquement coupées à la demande du réalisateur Alexander Hall[1].